# Ratusz w Grudziądzu
Ratusz w Grudziądzu - wzniesiony w okresie 1648 - 1723 jako kolegium jezuickie, w latach 1781 - 1897 był szkołą świecką. Od roku 1897 jest siedzibą władz miejskich.

## Historia
W roku 1648 w Grudziądzu rozpoczęto budowę kolegium jezuickiego, będącego pierwszą szkołą średnią w mieście. W 1680 roku ukończono główny gmach, a w latach 1722 - 1725 wzniesiono boczne skrzydło i wieżę, kończąc tym samym budowę obiektu. Po kasacie zakonu w roku 1781 w budynku urządzono gimnazjum, a następnie mieściło się w nim seminarium nauczycielskie. W 1897 roku budynek został wykupiony przez władze miasta z przeznaczeniem na magistrat. W roku 1919 pożar zniszczył wieżę i dach, które zostały odtworzone w roku 1929.

Decyzją wojewódzkiego konserwatora zabytków z dnia 12 września 1929 roku ratusz został wpisany do rejestru zabytków.

## Architektura
Ratusz w Grudziądzu jest okazałym trzykondygnacyjnym gmachem położonym przy ul. Ratuszowej. Jedenastoosiowa fasada od strony w przyziemiu jest boniowana, a wyższe partie podzielone są pilastrami. Główne wejście jest ujęte w ozdobny portal z tympanonem, do którego prowadzą dwubiegowe schody. Ponad wejściem, w osi budynku wznosi się czworoboczna wieża, otoczona ażurową balustradą, ponad którą jest ośmioboczna nadbudówka, nakryta barokowym hełmem z latarnią i ostrosłupowym dachem zakończonym iglicą.

Układ wnętrz jest jednotraktowy z korytarzem od strony dziedzińca, w pomieszczeniach znajdują się sklepienia kolebkowo - krzyżowe. Na osi znajduje się sień ze sklepieniem żaglastym ozdobionym iluzjonistyczną polichromią z XVII wieku. Wśród pomieszczeń wyróżnia się także dawny refektarz ze sklepieniem zwierciadlanym z lunetami i bogato zdobiony dekoracjami stiukowymi. Obecnie sala ta pełni funkcje reprezentacyjne.